# Crisis (série télévisée)
Crisis est une série télévisée américaine en treize épisodes de 42 minutes créée par Rand Ravich et diffusée entre le 16 mars 2014 et le 21 juin 2014 sur le réseau NBC. Au Canada, elle est diffusée depuis le 1er juin 2014 sur Citytv.
En Belgique, la série a été diffusée du 15 février 2015 au 22 mars 2015 sur RTL-TVI. En France, la série a été diffusée du 9 avril 2015 au 14 mai 2015 sur Série Club, à partir du 5 juillet 2015 sur 6ter et dès le 21 septembre 2015 sur M6. Néanmoins, elle reste inédite dans les autres pays francophones.

## Synopsis
Lors d'un voyage scolaire, des élèves du lycée Ballard, fréquenté par l'élite de Washington, D.C., dont le fils du président, sont victimes d'un guet-apens. Une crise nationale commence et l'agent des services secrets Marcus Finley se retrouve au centre de celle-ci lors de son premier jour de travail. L'agent du FBI Susie Dunn découvre également que sa "nièce", la fille du PDG Meg Fitch, fait partie des personnes kidnappées.

## Distribution

### Acteurs principaux
- Dermot Mulroney (VF : Thomas Roditi) : Francis Gibson, CIA
- Rachael Taylor (VF : Hélène Bizot) : agent spécial Susie Dunn, FBI
- Lance Gross (VF : Christophe Seugnet) : agent Marcus Finley, service secret
- James Lafferty (VF : Franck Tordjman) : Aaron Nash, un professeur
- Max Martini (VF : Jean-Pascal Quilichini) : Koz, un mercenaire
- Michael Beach (VF : Frantz Confiac) : William Olsen, directeur du FBI
- Stevie Lynn Jones (VF : Nastassja Girard) : Beth Ann Gibson, fille de Francis
- Halston Sage (VF : Alice Taurand) : Amber Fitch, fille de Meg
- Max Schneider (VF : Clément Moreau) : Ian Martinez, ami de Beth Ann
- Gillian Anderson (VF : Patricia Piazza) : Meg Fitch, sœur de Susie

### Acteurs récurrents et invités
- David Andrews (VF : Hervé Furic) : agent Albert Hurst, agent du Secret Service
- David Chisum (en) (VF : Constantin Pappas) : Noah Fitch, mari de Meg
- John Allen Nelson (VF : Régis Reuilhac) : le Président DeVore
- Adam Scott Miller (VF : Juan Llorca) : Kyle Devore, fils du président
- Joshua Erenberg (VF : Thomas Sagols) : Anton Roth
- Brandon Ruiter (VF : Simon Koukissa) : Luke Putnam, ami de Kyle
- Shavon Kirksey (VF : Anne-Charlotte Piau) : Sloan Yarrow, enlevé
- Rammel Chan (VF : Alexandre Guansé) : Jin Liao, enlevé
- Mark Valley (VF : Boris Rehlinger) : Gabe Widener, directeur de la CIA
- Melinda McGraw (VF : Juliette Degenne) : Julia DeVore
- Rod Hallett (VF : Guillaume Lebon) : Jonas Clarenbach
- Aaron Roman Weiner (VF : Sébastien Ossard) : agent Pender
- Bryce Gangel (VF : Anne-Charlotte Piau) : Zoe Richmond
- Dan Waller : agent Valens, agent du Secret Service
- John Henry Canavan : Morgan Roth, père d'Anton
- Martha Byrne (en) : Marie Wirth
- Jessica Dean Turner (VF : Chantal Macé) : Alicia Dutton
- Fred Dryer (VF : Philippe Catoire) : Thomas Jefferson Smith
- Michael Bunin (VF : Laurent Morteau) : Frank Beckwith
- Josh Bywater (VF : Sam Salhi) : Del Hawkins
- Rebecca Spence (VF : Léa Gabriele) : Janice Gibson
- Sean M. O'Sullivan (VF : Antoine Fleury) : Creepy Guard
- Blaine Swen (VF : Sébastien Ossard) : EMT / Masked Gunman

- Version française
  - Société de doublage : Nice Fellow[8],[9]
  - Direction artistique : Magali Barney[8],[9]
  - Adaptation des dialogues : Perrine Dézulier[9] et Olivier Le Treut[réf. nécessaire]
  - Enregistrement et mixage : Daniel dos Reis

Sources VF : RS Doublage et Doublage Séries Database

## Fiche technique
- Scripteur du pilote : Rand Ravich
- Réalisateur du pilote : Phillip Noyce
- Producteurs exécutifs : Rand Ravich, Far Shariat et Phillip Noyce
- Société de production : 20th Century Fox Television

## Production

### Développement
Le projet a été présenté à NBC en août 2012 sous le titre Untitled Rand Ravich Project qui a commandé le pilote en janvier 2013.
Le 9 mai 2013, NBC commande la série sous son titre actuel et trois jours plus tard lui attribue la case horaire du dimanche à 22 h à la mi-saison, après les Jeux olympiques d'hiver de 2014.
Le 4 novembre 2013, la production a pris une pause après la production du sixième épisode afin de faire des corrections à l'histoire principale qui a depuis dérivé du pilote. Certaines scènes déjà tournées sont remplacées afin de refléter les changements.
Le 9 mai 2014, la série a été officiellement annulée par NBC.

### Casting
Les rôles ont été attribués dans cet ordre : Gillian Anderson, Rachael Taylor et Stevie Lynn Jones, Lance Gross et Halston Sage, Max Schneider, Dermot Mulroney et Max Martini, Michael Beach, James Lafferty et Joshua Erenberg.
Parmi les acteurs récurrents et invités : Martha Byrne et Fred Dryer.

## Épisodes
1. Sortie de classe (Pilot)
2. Un mensonge de trop (If You Are Watching This I Am Dead)
3. Œil pour œil (What Was Done To You)
4. Cas de conscience (We Were Supposed to Help Each Other)
5. Sur le fil du rasoir (Designated Allies)
6. Le Piège (Here He Comes)
7. La Station orange (Homecoming)
8. Coup de poker (How Far Would You Go)
9. Le Sacrifice d'une mère (You Do Not Know War)
10. Échange de bons procédés (Found)
11. À demi-mot (Best Laid Plans)
12. Contre-courant (This Wasn't Supposed To Happen)
13. Mon père, ce héros (World's Best Dad)